# Aeropuerto de La Palma
De luchthaven La Palma (IATA: SPC, ICAO: GCLA, Spaans: Aeropuerto de La Palma), ook wel bekend als Aeropuerto de Santa Cruz de La Palma, is de enige luchthaven van het Canarische eiland La Palma. De luchthaven bevindt zich 8 km van de stad Santa Cruz de la Palma. De voornaamste gebruikers van de luchthaven zijn Binter Canarias en Islas Airways die het eiland met Tenerife en Gran Canaria verbinden. Daarnaast wordt de luchthaven gebruikt voor vakantievluchten vanuit Europa. Dit wordt echter voornamelijk in combinatie met Tenerife gedaan.
De luchthaven is dermate klein dat er geen mogelijkheden zijn om direct na landing de baan te verlaten. Hierdoor moet een toestel op de baan keren om vervolgens terug te rijden richting de terminal. Ditzelfde gebeurt in omgekeerde volgorde bij het opstijgen.

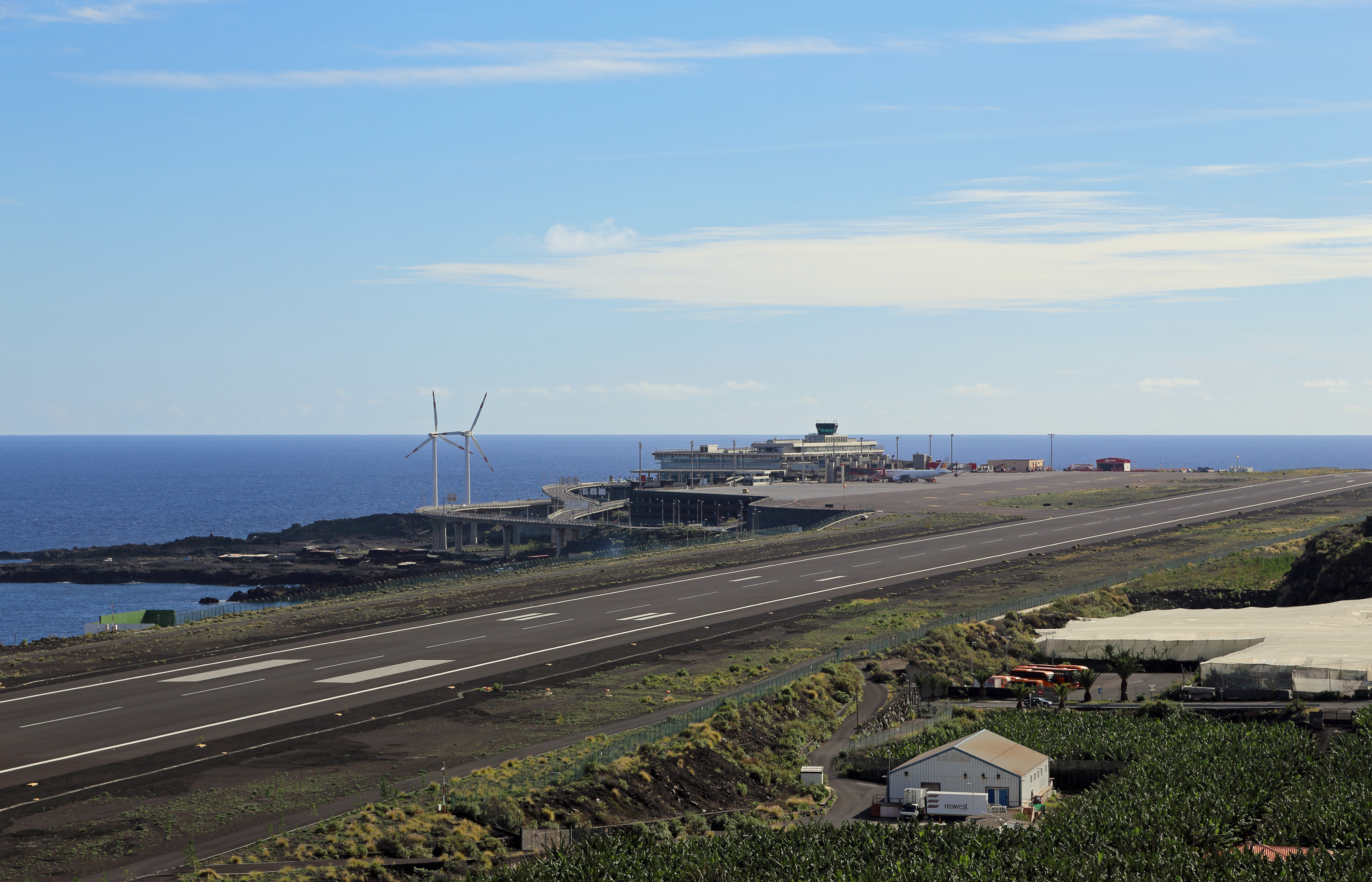
Algemeen overzicht vanuit het noorden, met landingsbaan en terminal
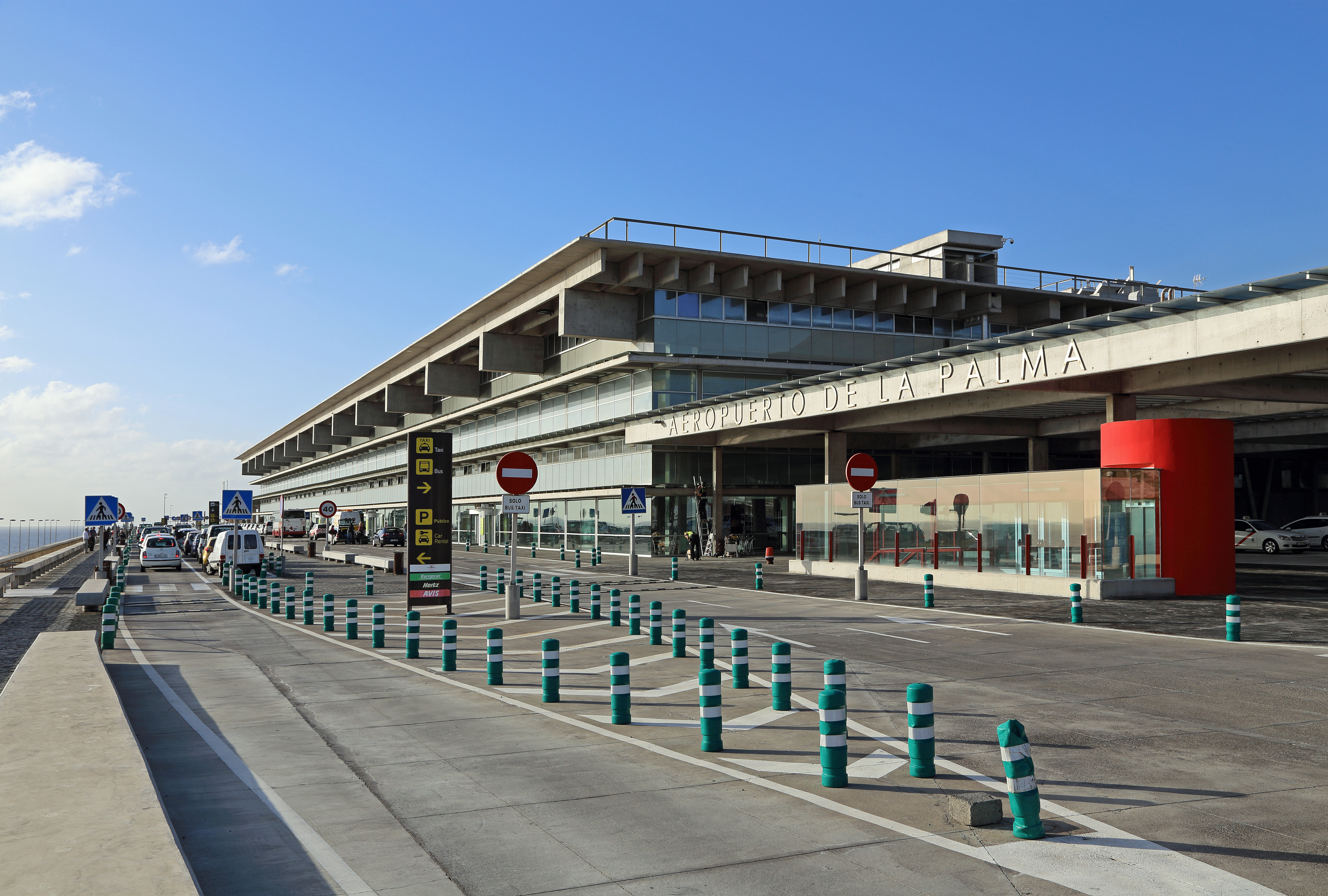
Voorzijde van de nieuwe terminal